# جيريمي كاستن
جيريمي كاستن (بالإنجليزية: Jeremy Kasten)‏ هو مونتير ومخرج أمريكي، ولد في 25 مارس 1971 في بالتيمور في الولايات المتحدة.

## وصلات خارجية
- الموقع الرسمي
- جيريمي كاستن على موقع IMDb (الإنجليزية)
- جيريمي كاستن على موقع ألو سيني (الفرنسية)
- جيريمي كاستن على موقع أول موفي (الإنجليزية)
- جيريمي كاستن على موقع قاعدة بيانات الأفلام السويدية (السويدية)
- جيريمي كاستن على موقع قاعدة بيانات الفيلم (الإنجليزية)
- جيريمي كاستن على موقع كينوبويسك (الروسية)